# Tocro tacheté
Odontophorus guttatus
Espèce
Statut de conservation UICN

 LC  : Préoccupation mineure
Le Tocro tacheté (Odontophorus guttatus) est une espèce d'oiseau de la famille des Odontophoridae. Elle est également nommée Caille des bois tachetée.

## Description
Cette espèce mesure environ 25 cm de longueur. Sa gorge est rayée de noir et de blanc tandis que sa poitrine et son ventre sont roux ou bruns marqués de taches blanches.

## Répartition
Cet oiseau est présent au Belize, au Costa Rica, au Guatemala, au Honduras, au Mexique, au Nicaragua et au Panama. 

## Habitat
Ses habitats sont les forêts tropicales et subtropicales humides de montagne (jusqu'à 1 500 m d'altitude) ou de basse altitude.

## Sous-espèces
D'après la classification de référence (version 12.1, 2022) du Congrès ornithologique international, cette espèce ne compte pas de sous-espèces.